# Oscar Saul
Oscar Saul, född 1912 i Brooklyn i New York, död 1994 i Los Angeles i Kalifornien, var en amerikansk manusförfattare. Hans första manus var I storstadens djungel (1944). Saul har bland annat skrivit manusen för filmerna Hårda bud i Arizona (1961), Joker i leken (1957) och Vägen utför (1949).

## Filmografi
- Los Amigos - de två professionella (1973)
- Matt Helm - Vilken toppagent (1966)
- Sierra Charriba (1965)
- Hårda bud i Arizona (1961)
- Den nakna skönheten (1959)
- Nattklubsdrottningen (1957)
- Joker i leken (1957)
- Hon dansade en natt (1953)
- Trinidad (1952)
- Djävulens ö (1951)
- I galgens skugga (1951)
- Stormnatten (1949)
- Vägen utför (1949)
- Det gäller mitt liv (1949)
- I storstadens djungel (1944)